# Pałac Kultury

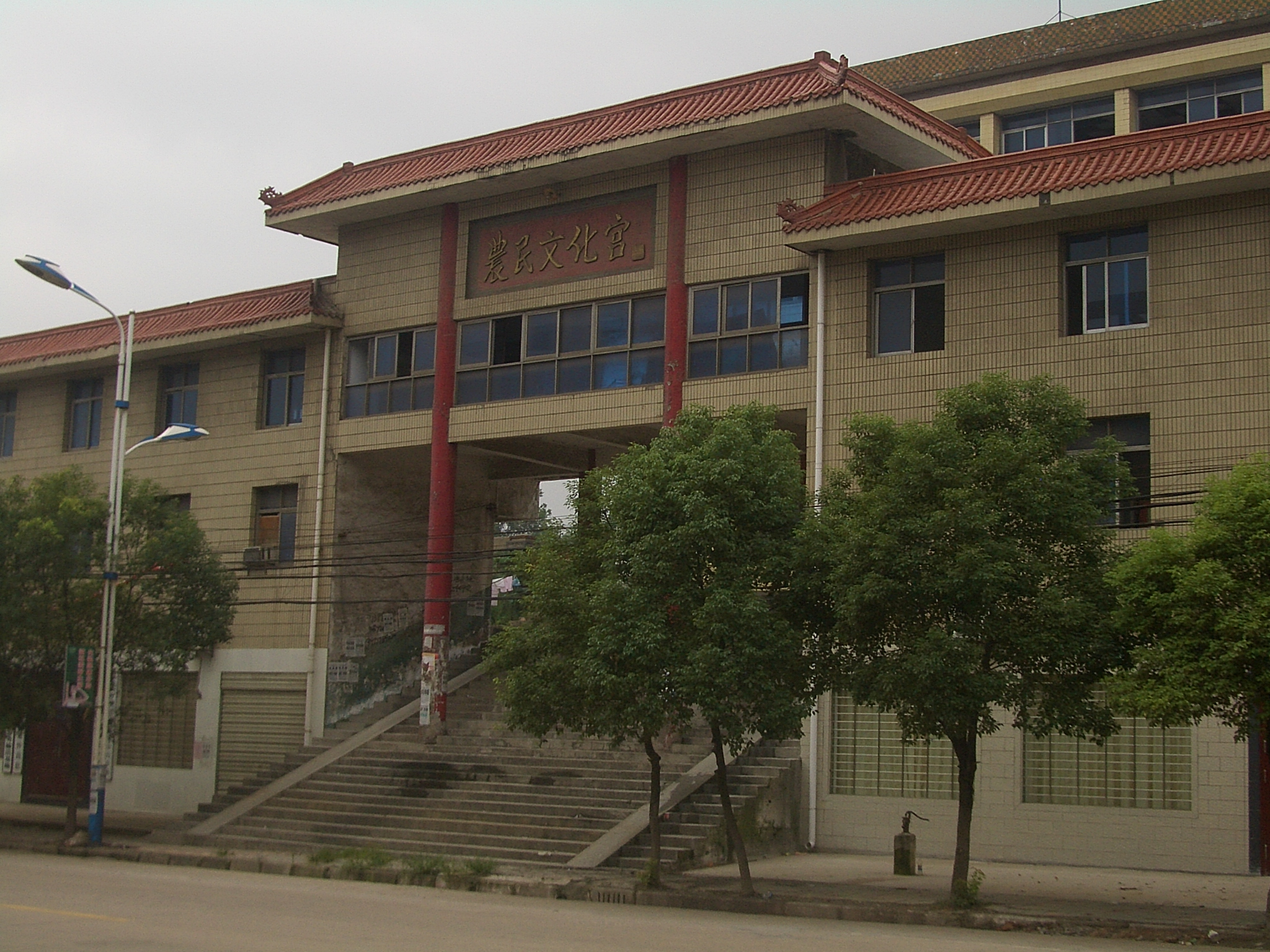
Chłopski Pałac Kultury w Hubei

Pałac Kultury lub  Dom Kultury - nazwa klubów działających w ZSRR i innych państwach bloku wschodniego. Przeznaczony był do celów rekreacyjnych, sportu, kultury. Typowy pałac posiadał jedną lub więcej sal kinowych, salę koncertową, studio taneczne (taniec towarzyski, ludowy, balet), grupy hobbystyczne, amatorskie grupy radiowe, teatr amatorski, amatorskie studio muzyczne i własne zespoły, sale wykładowe i tym podobne. Grupy były podzielone według wieku uczestników, od dzieci do emerytów. Niekiedy w pałacach kultury umieszczano biblioteki publiczne. Wszystkie takie grupy były bezpłatne. 

## ZSRR
Zgodnie z założeniami budynki miały służyć "kulturalnej rekreacji" radzieckich pracowników i młodzieży aby ukrócić pijaństwo i chuligaństwo.
Pałace i domy kulturalne w czasach Związku Radzieckiego pełniły rolę wcześniejszych "Domów Ludowych" (ros. народные дома). Pałace kultury były albo własnością państwa albo przedsiębiorstwa. Każde miasto, kołchoz i sowchoz miał własny dom kultury. Domami w przedsiębiorstwach zarządzał odpowiednie związki zawodowe. W pałacach odbywały się lokalne kongresy, konferencje regionalnych sekcji KPZR, Komsomołu. Na wsiach podobne funkcje stanowiły "kluby" których podstawą działalności były kino i wieczorki taneczne.
W 1988 roku na terenie całego ZSRR istniało ponad 137 000 takich klubów.

## NRD
Pałac Republiki w Berlinie Wschodnim mieścił Volkskammer i pełnił jednocześnie funkcje pałacu kultury.

## Polska
Pałac Kultury i Nauki w Warszawie.

## Chińska Republika Ludowa
W Chińskiej Republice Ludowej najbardziej znanym klubem jest Pałac Pracowników Kultury zlokalizowany niedaleko Zakazanego Miasta w Pekinie.

## Okres postsowiecki
Większość pałaców kultury kontynuowało działalność po rozwiązaniu ZSRR, ale ich status, zwłaszcza finansowy, z różnych powodów znacząco się zmienił.